# Seleção de Futebol da Francônia
A Seleção de Futebol da Francônia é uma equipe que representa a Francônia, região geográfica e histórica localizada no centro-sul da Alemanha.

## História
A equipe foi fundada em 2014 por Rudi Schiebel. Eles jogaram seu primeiro jogo contra a Récia em 29 de maio de 2014; Este jogo teve a oposição da Associação de Futebol da Baviera, uma vez que afirmou ser exclusivamente responsável pela organização de quaisquer "equipes selecionadas".
Entrou na Copa Europeia ConIFA de 2015, mas depois desistiu. A Francônia também participou das eliminatórias da Copa do Mundo ConIFA de 2016, mas não conseguiu chegar às finais.